# Girolamo Nisio

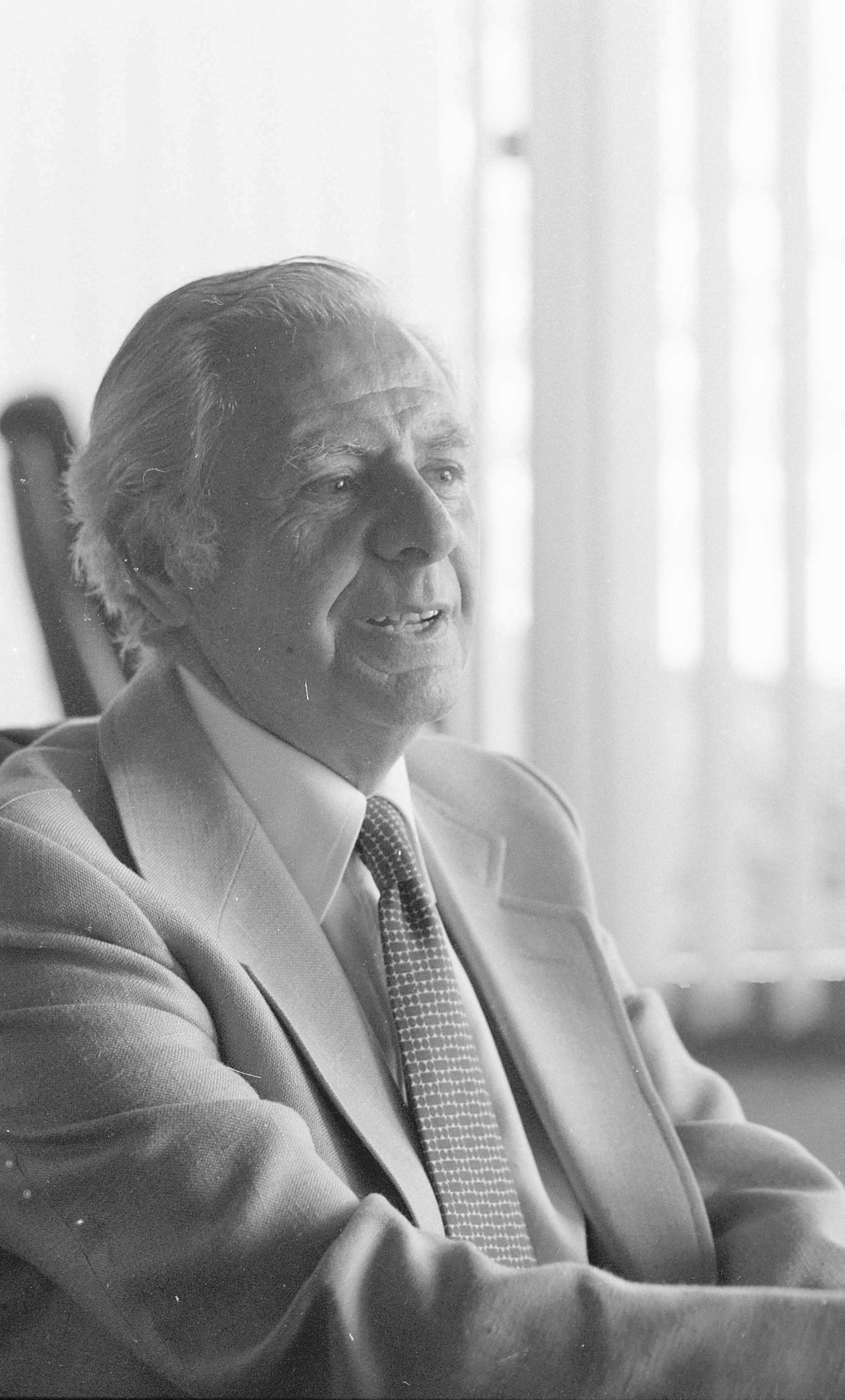
Girolamo Nisio, 1982

Girolamo Nisio (* 1922) war ein italienischer Diplomat.
Von 1979 bis 18. April 1983 war er Botschaftger in Tel Aviv und von 9. Mai 1983 bis 1987 war er Botschafter in Wien.

## Veröffentlichungen
- La parabola di Asmara: ricordi di Eritrea, Mezzina, Molfetta, 1976, S. 128 L'introduzione del libro è di Alberto Berio. 380.
- Ricordi d'infanzia in Israele, Bastogi, Foggia, 1985, S. 92 381.
- Pace a meghiddo e altre storie, Edizione del Giano, Roma, 1988, S. 144 382.
- Dialogo con un'allodola, Mezzina, Molfetta, 1992,
- La coscienza nazionale europeo-atlantica. Rivista di Studi politici internazionali, XXVIII, no. 2, April-Juni 1961, S. 209218.[2]

| Vorgänger        | Amt                                             | Nachfolger         |
| ---------------- | ----------------------------------------------- | ------------------ |
| Fausto Bacchetti | Italienischer Botschafter in Tel Aviv 1979–1983 | Corrado Taliani    |
| Fausto Bacchetti | Italienischer Botschafter in Wien 1983–1987     | Alessandro Quaroni |